# Azad
Azad, właściwie Azad Azadpour (ur. 24 listopada 1973 w Sanandadżu, Iran) – niemieckojęzyczny raper irańsko-kurdyjskiego pochodzenia. Mieszka we Frankfurcie nad Menem. Jego imię po kurdyjsku znaczy "wolny".
Urodził się w Iranie i przeniósł się do iracko-kurdyjskiego obozu dla uchodźców w Niemczech. Już w wieku 10 lat miał pierwszy kontakt z kulturą breakdance, a więc również z hip-hopem. Następnie rozwijał się w sztuce graffiti, rapie, beatboksie oraz produkcji. Razem z A-Bomb, Combad i D-Flame założył grupę Cold-N-Locco, w 1990 roku została nazwana Asiatic Warriors.
W 1994 roku przez Ruff'n'Raw-Label opublikowali "Told Ya!" stając się przez to znani poza swoim regionem. Jednak w grupie doszło do nieporozumień między artystami i uległa ona rozpadowi. W 1999 roku Azad podpisał umowę z Label Pelham Power Production (3p).
W 2004 roku na festivalu MTV Hip-Hop Open wdał się w bójkę z Sido.

## Dyskografia
- 1994 – Asiatic Warriors – Told Ya
- 2001 – Leben
- 2003 – Faust des Nordwestens
- 2004 – Der Bozz
- 2005 – ONE (razem z Kool Savas)
- 2006 – Game Over
- 2007 – Blockschrift
- 2009 – Azphalt Inferno
- 2009 – Assassin